# Geyria arabica
Geyria arabica är en insektsart som beskrevs av Hölzel 1983. Geyria arabica ingår i släktet Geyria och familjen myrlejonsländor. Inga underarter finns listade i Catalogue of Life.